# Асеанология
Асеанология (англ. ASEAN studies) — междисциплинарная отрасль знаний, занимающаяся изучением теории и практики функционирования регионального союза АСЕАН и смежным комплексным изучением стран Юго-Восточной Азии.

## Отрасли асеанологии
- Бирманистика
- Таистика
- Филиппинистика
- Малаистика
- Вьетнамоведение

## Центры Асеанологии
- Центр асеанологии Института Юго-Восточной Азии (Сингапур)
- Европейская ассоциация исследований Юго-Восточной Азии
- Центр асеанологии Американский университет (Вашингтон).
- Центр АСЕАН при МГИМО